# Intolleranza 1960

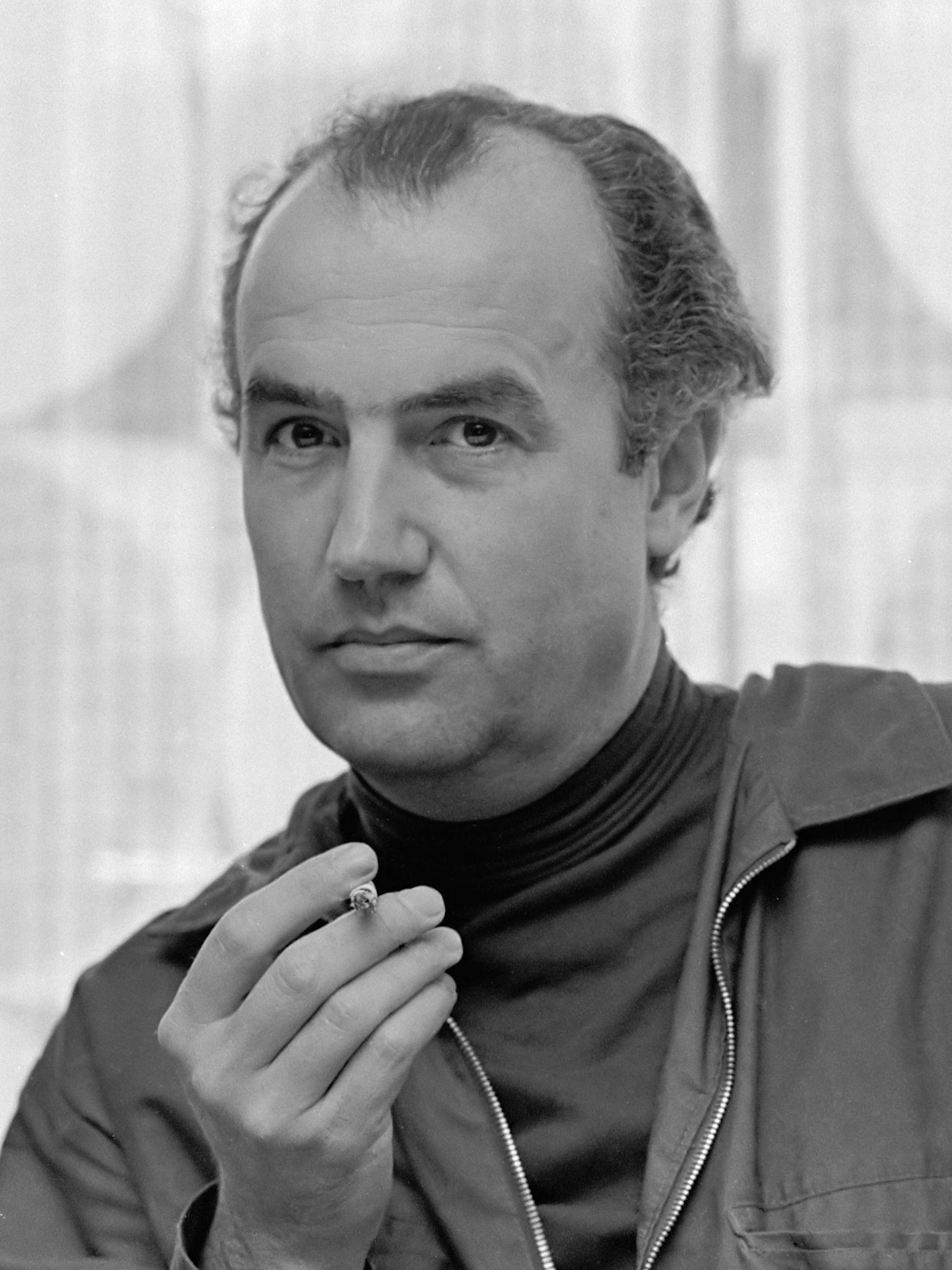
Fotografía del compositor Luigi Nono.

Intolleranza 1960 (Intolerancia 1960) es una acción escénica en dos partes con música de Luigi Nono basada en una idea de Angelo Maria Ripellino sobre textos de Henri Alleg, Bertolt Brecht, Paul Éluard, Vladimir Mayakovski, Julius Fucik y Jean-Paul Sartre. Se estrenó en la Bienal de Venecia el 13 de abril de 1961 por el coro polifónico de Milán y la Orquesta Sinfónica de la BBC dirigida por Bruno Maderna sobre una puesta en escena de Vaclav Kaslik y decorados y vestuario de Émilio Vedova. La obra fue revisada en 1970 bajo el título Intolleranza 1970, ópera en un acto estrenada en 1974 en Florencia.
Esta ópera es muy poco representada en la actualidad; y en las estadísticas de Operabase aparece con solo una representación en el período 2005-2010.

## Personajes
| Personaje       | Tesitura  | Reparto el 13 de abril de 1961 Director: Bruno Maderna |
| --------------- | --------- | ------------------------------------------------------ |
| Un inmigrante   | tenor     | Petre Munteanu                                         |
| Su compañera    | soprano   | Catherine Gayer                                        |
| Una mujer       | contralto | Carla Henius                                           |
| Un argelino     | barítono  | Heinz Rehfuss                                          |
| Un torturado    | bajo      | Italo Tajo                                             |
| Cuatro policías | actores   |                                                        |

## Instrumentación
- Tres flautas, tres oboes, tres clarinetes, tres fagotes, seis trompas, cuatro trompetas, cuatro trombones, percusión, timbales, celesta, arpa, banda magnética, cuerdas.

## Argumento
Un inmigrante es atrapado en el engranaje de la represión policial. Se reúne con una mujer, pero la ruptura de una presa los lleva a ambos a la muerte.